# 神戸空港島
神戸空港島（こうべくうこうじま）は、兵庫県神戸市中央区に位置する人工島。

## 地理
ポートアイランドの南側に位置する神戸空港を核とした人工島で、現在神戸複合産業団地のある場所を削り取って得た土砂と
瀬戸内海各地の土取場から取得した土砂を使って1999年（平成11年）9月から埋め立てが始まった
。工事の際に大阪湾断層（海底活断層）があることが確認され、液状化対策を兼ねてグラベル・コンパクション工法が採用された。
また市内で発生する建設残土や浚渫した底泥（ヘドロ）を空港島で受け入れ、陸や海の環境改善が図られた。
島の西側には神戸空港島西緑地があり、水質浄化のための実験場と市民が親水できる空間を兼ねて海水が出入りすることができる浅い海水池（人工ラグーン）と、それを取り巻く砂浜や磯浜を設けて親水公園として整備されている。

## 施設
- 神戸空港
- 神戸空港島西緑地
- 神戸空港海上アクセスターミナル